# Poppenrod
Poppenrod is een plaats in de Duitse gemeente Hosenfeld, deelstaat Hessen, en telt 201 inwoners (2005).